# عصوية طحلبية
عصوية طحلبية (الاسم العلمي: Algibacter) هي جنس من البكتيريا، سلبية الغرام، تتبع فصيلة نظيرات الصيفرية.

## أصنوفات
الأصنوفات الأدنى لهذا الكائن:
- كود سباركل
- تحديث القائمة

نوع:Algibacter aestuarii 
اسم علمي: Algibacter aestuarii

نوع:Algibacter agarilyticus 
اسم علمي: Algibacter agarilyticus

نوع:Algibacter agarivorans 
اسم علمي: Algibacter agarivorans

نوع:Algibacter alginicilyticus 
اسم علمي: Algibacter alginicilyticus

نوع:Algibacter amylolyticus 
اسم علمي: Algibacter amylolyticus

نوع:Algibacter aquaticus 
اسم علمي: Algibacter aquaticus

نوع:Algibacter aquimarinus 
اسم علمي: Algibacter aquimarinus

نوع:Algibacter lectus 
اسم علمي: Algibacter lectus

نوع:Algibacter mikhailovii 
اسم علمي: Algibacter mikhailovii

نوع:Algibacter miyuki 
اسم علمي: Algibacter miyuki

نوع:Algibacter pectinivorans 
اسم علمي: Algibacter pectinivorans

نوع:Algibacter psychrophilus 
اسم علمي: Algibacter psychrophilus

نوع:Algibacter undariae 
اسم علمي: Algibacter undariae

نوع:Algibacter wandonensis 
اسم علمي: Algibacter wandonensis